# Лютиковые (триба)
Лютиковые (лат. Ranunculeae) — триба цветковых растений, относящаяся к семейству Лютиковые (Ranunculaceae).

## Описание
Многолетние, реже однолетние или двулетние, травянистые поликарпические растения. Листья простые черешковые, цельные, рассечённые или раздельные. Цветки актиноморфные, обычно, обоеполые, реже раздельнополые. Венчик хорошо развит. Плоды многоорешки с носиком, форма, опушение и размер которого имеют важное систематическое значение. Кариотип состоит из 7 или 8 пар хромосом.

## Классификация
В состав триба включает 16—18 родов и около 650 видов и распространено на всех континентах. Украинский ботаник Светлана Зиман  выделяет три подтрибы: Adoninae, Trautvetterinae и Ranunculinae. Японский ботаник Митио Тамура рассматривает Adoninae как самостоятельную трибу Adonideae.
- Arcteranthis Greene
- Beckwithia Jeps.
- Callianthemoides Tamura
- Ceratocephala Moench
- Coptidium (Prantl) Beurl. ex Rydb.
- Cyrtorhyncha Nutt.
- Ficaria Schaeff. — Чистяк
- Halerpestes Greene
- Hamadryas Comm. ex Juss.
- Krapfia DC.
- Kumlienia Greene
- Laccopetalum Ulbr.
- Myosurus L. — Мышехвостник
- Oxygraphis Bunge — Оксиграфис, или Ледяной лютик
- Paroxygraphis W.W.Sm.
- Peltocalathos Tamura
- Ranunculus L. — Лютик
- Trautvetteria Fisch. & C.A.Mey.